# Кобилецький Ярослав Володимирович
Кобилецький Ярослав Володимирович (*1928, с. Ясениця-Сільна, Дрогобицький р-н (нині Львівська обл.) — †1997, с. Мшана, Городоцький р-н, Львівська обл., Україна) — репресований за зв'язки з українським повстанським рухом. Член-засновник підпільної організації «Об'єднання» в м. Інта Комі АРСР, референт пропаганди

## Біографія
Народився Кобилецький Я. В.1928 р. у національно свідомій селянській родині в с. Ясениці Сільній Дрогобицького району Львівської обл. Освіта середня: закінчив педшколу.
Серед числа інших українських дисидентів Кобилецький Ярослав Володимирович займає відповідне місце в музеї дисидентського руху.

## Перше ув'язнення
Заарештований у жовтні 1949 р., а в 1950 р. засуджений постановою Особливої наради при Раді Міністрів СРСР на 10 років позбавлення волі. Покарання відбував у концтаборах Інти Комі АРСР. Перебуваючи в таборах, завжди був душею товариства, опорою своїх друзів, словом, людиною з почуттям і власної, і національної гідності. У 1956 р. звільнений з-під варти комісією Президії Верховної Ради СРСР.

## Підпільна діяльність та друге ув'язнення
Після звільнення жив і працював в Інті. Він один з Ініціаторів створення «Об'єднання», учасник Установчих зборів підпільної організації, де склав клятву та був призначений заступником провідника «Об'єднання». Брав участь у зборах Керівного Осередку, регулярно сплачував членські внески, писав реферати, допомагав облаштовувати друкарню, тобто втілював практично настанови організації.
У справі «Об'єднання» заарештований 1 липня 1960 р. та засуджений Верховним Судом УРСР 10 жовтня 1960 р. на 5 років позбавлення волі (за ст. ст. 1, 9 Закону про особливо небезпечні держанні злочини). Покарання відбував у мордовських концтаборах.

## Життя після неволі
Після закінчення терміну ув'язнення приїхав до своєї дружини у с. Мшана Городоцького р-ну Львівської обл. З настанням незалежної української держави став душею громадського та політичного життя села. Односільчани двічі обирали його війтом. Я. Кобилецький був активним членом ОУН. Загинув трагічно в 1997 р.

## Джерело
Христинич Богдан. На шляхах до волі. Підпільна організація «Об'єднання» (1956—1959). — Львів, 2004